# 佐藤能丸
佐藤 能丸（さとう よしまる、1943年 - ）は、日本の歴史学者、文学博士。専門は、日本近現代史（政治史・思想史・文化史・女性史・大学文化史）。

## 略歴
東京都生まれ。早稲田大学第一文学部を経て、1973年、同大学大学院文学研究科博士課程修了。早稲田大学大学史資料センター（旧大学史編集所）研究調査員として、『早稲田大学百年史』の編纂などに携わる。早稲田大学非常勤講師（政治経済学部、教育学部、法学部）。日本生活文化史学会会員。

## 著書

### 単著
- 『近代日本と早稲田大学』早稲田大学出版部、1991年12月。ISBN 978-4657922151。
- 『異彩の学者山脈 大学文化史学試論』芙蓉書房出版、1997年9月。ISBN 978-4829501986。
- 『明治ナショナリズムの研究 政教社の成立とその周辺』芙蓉書房出版、1998年11月。ISBN 978-4829502198。
- 『歴史家吉田東伍 地名・民衆・生活』安田町立吉田東伍記念博物館〈吉田東伍記念博物館ブックレット no.4〉、2002年2月。
- 『大学文化史 ―理念・学生・街―』芙蓉書房出版、2003年4月。ISBN 978-4829503287。
- 『志立の明治人』 上巻、芙蓉書房出版、2005年10月。ISBN 978-4829503645。
- 『志立の明治人』 下巻、芙蓉書房出版、2005年10月。ISBN 978-4829503652。
- 『「近代日本」の断章　思想・政治・史学・私学・人物・解題』芙蓉書房出版、2024年。ISBN 978-4829508824。

### 編著
- 『文献リサーチ 日本近現代史』芙蓉書房出版、2000年6月。ISBN 978-4829502549。

### 監修
- 『女性日本人』 全12巻（複製版）、クレス出版。

### 共著
- 安在邦夫、大日方純夫、佐藤能丸、須崎慣一、山本悠三『日本の近代 ―国家と民衆―』梓出版社、1984年4月。ISBN 978-4872621020。
- 安在邦夫、大日方純夫、佐藤能丸、須崎慣一、山本悠三『日本の現代 ―平和と民主主義―』梓出版社、1994年4月。ISBN 978-4900071407。
- 阿部恒久、佐藤能丸『日本近現代女性史 通史と史料』芙蓉書房出版、2000年12月。ISBN 978-4829502716。

### 共編
- 『島田三郎全集』 第7巻（編集復刻増補版）、龍渓書舎、1989年5月。
- 安田常雄、佐藤能丸 編『思想史の発想と方法』東京堂出版〈展望日本歴史 24〉、2000年10月。ISBN 978-4490305746。
- 大西健夫、佐藤能丸編著 編『私立大学の源流 「志」と「資」の大学理念』学文社〈早稲田教育叢書 23〉、2006年3月。ISBN 978-4762015298。

### 辞典等

#### 明治時代史大辞典（宮地正人・佐藤能丸・櫻井良樹編）
- 『明治時代史大辞典』 第1巻（あ～こ）、吉川弘文館、2011年12月。ISBN 978-4642014618。
- 『明治時代史大辞典』 第2巻（さ～な）、吉川弘文館、2012年7月。ISBN 978-4642014625。
- 『明治時代史大辞典』 第3巻（に～わ）、吉川弘文館、2013年2月。ISBN 978-4642014632。
- 『明治時代史大辞典』 第4巻（補遺・付録・索引）、吉川弘文館、2013年10月。ISBN 978-4642014649。

#### 日本の生活100年の記録（滝沢民夫・佐藤能丸監修）
- 『住まいとくらしの100年』ポプラ社〈日本の生活100年の記録 1〉、2000年4月。ISBN 978-4591063170。
- 『食生活の100年』ポプラ社〈日本の生活100年の記録 2〉、2000年4月。ISBN 978-4591063187。
- 『こどもの生活の100年』ポプラ社〈日本の生活100年の記録 3〉、2000年4月。ISBN 978-4591063194。
- 『社会生活の100年』ポプラ社〈日本の生活100年の記録 4〉、2000年4月。ISBN 978-4591063200。
- 『乗り物と交通の100年』ポプラ社〈日本の生活100年の記録 5〉、2000年4月。ISBN 978-4591063217。
- 『産業の100年』ポプラ社〈日本の生活100年の記録 6〉、2000年4月。ISBN 978-4591063224。
- 『文化と流行の100年』ポプラ社〈日本の生活100年の記録 7〉、2000年4月。ISBN 978-4591063231。